# مكتبة أمير المؤمنين
مكتبة الإمام أمير المؤمنين العامة هي من ابرز مكتبات النجف الاشرف واقدرها. أسسها سماحة العلامة عبد الحسين الأميني مؤلف موسوعة الغدير في الكتاب والسنة والأدب الشهيرة عام 1952 إبان بحثه عن المصادر الموثوقة لموسوعته ذائعة الصيت. تقع المكتبة في محلة الحواش المعروفة في مدينة النجف.
كان سماحة العلامة الاميني (رحمه الله) كثير السفر والترحال بحثا عن الكتب والمؤلفات التي فيها ذكر لواقعة الغدير وما يتعلق بها بالإضافة إلى مختلف مصادر الفكر الإسلامي، حيث بدات رحلته إلى إيران وباكستان والهند وشمالا، وإلى البلاد الإسلامية جنوب الاتحاد السوفيتي وغربًا إلى بلاد الشام ومصر وغيرها.
ومن خلال رحلاته وسفراته العديدة تلك تجمع لديه حتى عام 1972 أكثر من 15000 كتاب في مختلف المجالات والمعارف الإسلامية مثل كتب التاريخ والحديث والتفسير وغيرها، ومنها تشكلت هذه المكتبة القائمة حتى يومنا هذا.